# Moores Hill
Moores Hill – miasto w Stanach Zjednoczonych, w stanie Indiana, w hrabstwie Dearborn.